# Andreas Eudaemon-Joannes
Andreas Eudaemon-Joannes, né en 1566 à la Canée, Crète (Grèce) et mort le 24 décembre 1625 à Rome (Italie), était un prêtre jésuite grec, philosophe, théologien et écrivain de renom. Il fut recteur du collège pontifical grec de Rome.

## Biographie
Andreas Eudaemon-Joannes était issu de la famille noble des Paléologues. Il arrive très jeune, de sa Crète natale en Italie où il étudie à l'université de Padoue. Eudaemon-Joannes entre dans la Compagnie de Jésus en 1583 à Rome, et à peine terminée sa formation spirituelle est envoyé enseigner la philosophie au Collège Romain. il passe facilement d'un sujet à l'autre: logique et éthique (1596-1597), philosophie naturelle (1597-1598) métaphysique (1598-1599).
Il est ensuite envoyé enseigner la théologie à Padoue. Il y a quelques discussion avec Galileo Galilei (à partir de 1604). Entre 1605 et 1619 il publie plusieurs ouvrages d'apologétique en défense de Robert Bellarmin, Henry Garnet et Pierre Cotton, et contre des théologiens protestants, en particulier l'ex-jésuite Marco Antonio de Dominis.
Nommé par le pape Urbain VIII recteur du collège grec à Rome (1622). Eudaemon-Joannes est envoyé comme 'compagnon' du cardinal Francesco Barberini, neveu du pape, lors de sa mission comme légat pontifical en France.

## Écrits et philosophie
Ses cours de philosophie (dont les manuscrits sont conservés aux archives de l'Université grégorienne) sont brefs et incisifs. Ils montrent une préférence pour la philosophie naturelle, et la philosophie des sciences. Il s'y trouve entre autres un traité sur l'action et la réaction et un autre sur le mouvements des astres. Tous les deux montrent une bonne connaissance du sujet même du point de vue physique.
On a de lui plusieurs ouvrages apologétiques : 
- Castigatio eorum quae adversus Roberti Cardinalis Bellarmini controversias scripsit Lambertus Danaeus Calvinista (Ingolstad, 1605). En défense du cardinal Bellarmin.
- Apologia pro R. P. Henrico Garneto Anglo S.I., 1610. Henry Garnet condamné à mort en 1606 à Londres pour n'avoir pas révélé la Conspiration des poudres, est présenté comme un martyr de la foi.
- Confutatio anticotoni, qua respondetur calumniis… (1611).
- Epistola monitoria, ad Joannem Barclaium, Guillaume Guillelmi filium, de libro ab eo pro patre suo contra…, Cologne, 1613, où il défend l'autorité du pape.

- On lui attribue également une diatribe contre Louis XIII.